# Toma Simionov
Toma Simionov, född den 30 oktober 1955 i Caraorman, Rumänien, är en rumänsk kanotist.
Han tog OS-guld i C-2 1000 meter i samband med de olympiska kanottävlingarna 1980 i Moskva.
Han tog OS-guld gen i C-2 1000 meter och OS-silver i C-2 500 meter i samband med de olympiska kanottävlingarna 1984 i Los Angeles.